# Silnice II/219
Silnice II/219 je silnice II. třídy, která vede z Perninku ke hraničnímu přechodu Vejprty / Bärenstein. Je dlouhá 25,6 km. Prochází dvěma kraji a dvěma okresy.
Přestože počátek staničení má v současné době silnice na křižovatce v Perninku, číslování objektů začíná mostem 219-011. V minulosti silnice II/219 vedla z Nejdku (možná až z Jindřichovic) a tento úsek byl degradován na silnici III/21047. Například železniční most poblíž zastávky Nejdek-Oldřichov, který má evideční číslo 21047-6, byl ještě v roce 2010 označen evidenčním číslem 219-006.

## Vedení silnice

### Karlovarský kraj, okres Karlovy Vary
- Pernink (křiž. II/221, III/21047)
- Abertamy (křiž. III/2193)
- Vršek
- Jáchymov (křiž. I/25, peáž s I/25)
- Boží Dar (křiž. I/25, peáž s I/25)

### Ústecký kraj, okres Chomutov
- Loučná pod Klínovcem (křiž. II/223, III/21910)
- České Hamry (křiž. III/21910, III/21911)
- Výsada
- Vejprty (křiž. II/224, III/2195, III/21913)